# Peste noire (groupe)
Pour les articles homonymes, voir Peste noire (homonymie) et Phalène.
Peste Noire est un groupe de black metal français formé en 2000 à Avignon. 
Mené par La Sale Famine de Valfunde, il évolue à travers différentes formations et a notamment compté parmi ses membres Neige d'Alcest et Audrey Sylvain. 
Il acquiert une reconnaissance internationale grâce à ses albums tels que La Sanie des siècles - Panégyrique de la dégénérescence et Folkfuck folie. Leur musique, souvent chaotique et éclectique, incorpore des éléments de musique traditionnelle et aborde des thématiques nationalistes d'extrême droite. 

## Biographie

### Débuts (2000 – 2006)
Peste Noire est formé le 19 janvier 2000 à Avignon par La Sale Famine de Valfunde, de son vrai nom Ludovic Faure, alors connu sous le pseudonyme de Feu cruel, avec l'appui de Neige d'Alcest à la batterie. Le duo produisit cinq cassettes démo, dont un split. C'est avec Macabre transcendance... qui connait un succès d'estime en 2002 qu'ils commencent réellement à se faire remarquer,.
En 2006, Famine recrutait le batteur Winterhalter et le bassiste Indria afin d'enregistrer La Sanie des siècles — Panégyrique de la dégénérescence, le premier album studio de Peste Noire publié en août 2006 sur le label français De Profundis Éditions. Ces musiciens participent aussi au deuxième album Folkfuck Folie et ils permettent au groupe de faire ses premiers concerts. La Sanie des siècles est basé sur des titres démos, réenregistrés dans le studio Rosenkrantz pour l'occasion. Fort du hit Dueil angoisseus, et des hymnes baudelairiens Spleen et Le Mort joyeux, il connait un succès tant critique que populaire qui donne au groupe une reconnaissance internationale, en faisant un des fers de lance du black metal français.

### DeFolkfuck FolieauxDémos(2007 – 2012)

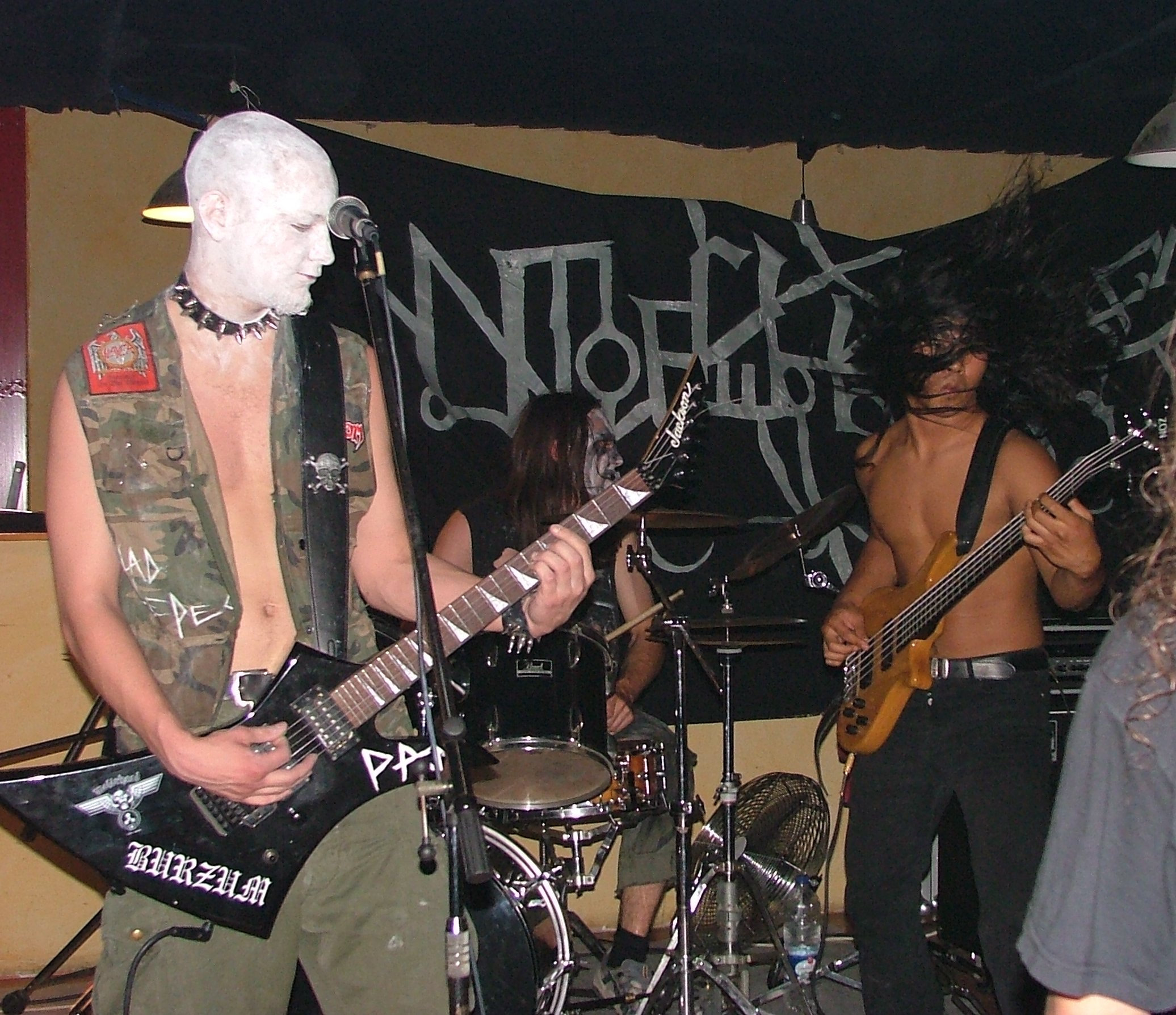
Peste noire en concert à Toulouse, en 2007.

Folkfuck Folie, le deuxième album studio de Peste Noire, est publié en juin 2007 au label De Profundis Éditions. Les paroles poétiques, parfois à l'aspect autobiographique, ont pour thèmes l'apocalypse à venir, la sauvagerie homicide, le primat du corps triomphant sur l'esprit geignard, les maladies vénériennes et la démence psychiatrique d'un « gueux désolé qui gueule aux ordres de Malfé que des obscénités dans un vieux black mal fait,. »
Le troisième opus, Ballade cuntre lo anemi Francor, est publié en mars 2009. La formation du groupe est bouleversée avec le remplacement de Winterhalter et Indria par Andy Julia à la batterie et Neige à la basse, sous le pseudonyme de Ragondin. Sur cet album, les compositions black metal sont teintées de rythmiques rock propulsées par une batterie dépouillée, ce qui le différencie des deux premiers dont il garde cependant le même esprit médiéval.
En mai 2011, Famine lance son propre label, La Mesnie Herlequin, à l'occasion de la sortie du très controversé quatrième album du groupe, L'Ordure à l'état pur, qui bénéficiait d'un enregistrement professionnel et d'une production subtile d'août 2010 à janvier 2011 au Green Studio d'Engwar,,. La musique de Peste Noire se fit toujours plus chaotique et, en même temps, éclectique : samples de journaux télévisés, de documentaires ou encore extraits sonores BDSM, airs ska punk ou musette, beats eurodance, invectives en occitan, passage acoustique à l'épinette des Vosges, chants clairs ou grognés, masculins et féminins, se suivent d'une manière qui peut requérir plusieurs écoutes pour rentrer dans le disque,. Les paroles, parfois sur le mode grand-guignolesque ou écrites sur un ton plus grave en vers, traitent d'enjeux sociaux et politiques actuels en France et sont annonciatrices de la guerre civile à venir,,.

### Peste noire(2013 – 2014)
Le cinquième album du groupe, sobrement intitulé Peste noire sortait en juin 2013 sur le label La Mesnie Herlequin. Il est entièrement composé, enregistré et mixé par Famine de septembre 2012 à février 2013 dans son home studio auvergnat, lui-même appelé « La mesnie Herlequin studio ». La nouvelle formation s'articule autour de Famine (chant, guitares, basses, tambours divers, clochettes...) et Ardraos (batterie, accordéon) auxquels s'ajoutent une pléthore d'invités, notamment au chant (Ravenlord et Melkor de Woods of Infinity pour le chant typé black metal en suédois, Roman Saenko de Hate Forest / Drudkh pour les grunts death metal en ukrainien et Audrey Sylvain pour le chant féminin) ou afin d'enrichir l'instrumentation de l'album de sonorités très musique traditionnelle (accordéon, vielle à roue, flûte traversière), classiques (violoncelle) voire franchement étranges (carnyx, lituus),,,.

### La Chaise-Dyable(2015)
La Chaise-Dyable, le sixième album du groupe, paraît en avril 2015. Famine raconte la solitude des nuits en rase campagne (À la Chaise-Dyable), la rudesse du climat du Livradois et ses fuites éthyliques (Quand je bois du vin, chanson à boire inspirée d'un tourdion du XVIe siècle) pour leur échapper. Dans des textes hallucinés (Le Diable existe), fantasmatiques (Le Dernier Putsch), son village La Chaise-Dieu (de l'occitan Chaa Dieu, littéralement « Maison de Dieu ») devient La Chaise-Dyable, demeure hantée par le démon où se fomentent les coups d'État contre la capitale. Grande première pour le groupe, la deuxième version du titre Dans ma nuit fait l'objet d'un clip vidéo professionnel réalisé par les productions Anaon.

### Collaboration avec Militant Zone (2018)
En 2018, Peste Noire sort les singles Aux armes et Aristocrasse sur le label Militant Zone du musicien de NSBM russe Alexeï Levkine. Le style musical du groupe se rapproche de celui de Levkine. En décembre de la même année, le groupe sort l'album Peste Noire Split Peste Noire, se présentant sous la forme d'un split entre la partie musicale black metal de Peste Noire et sa partie plus expérimentale, se rapprochant du rap. Ce changement soudain de style musical divise alors les fans de Peste Noire est décrit par Famine lui même comme "une forme de suicide global" dans une interview en 2021. 
Pendant leur collaboration avec le label Militant Zone, un clip pour le morceau Le Dernier Putsch est réalisé et est même projeté dans les salles de cinéma à Kiev.

### Le Retour des Pastoureaux (2021)
Le 3 septembre 2021 sort le huitième album de Peste Noire, Le Retour des Pastoureaux, un album caractérisé par de grandes parties acoustiques, pour beaucoup moins de black metal. Pour cet album, Famine est accompagné du bassiste Yurii (également membre de M8l8th) et du batteur Baal. Ces deux membres apparaissent aussi sur l'album live Acoustic live, Kiev enregistré la même année. La version CD de l'album est emballée dans une boite à fromage gravée, limitée à 200 copies. 

### Livres I, II et III (2023-présent)
En 2023, Famine sort l'EP Livre I - Antioche, première partie d'une trilogie d'EP au format CD en édition A5, accompagné d'une trentaine de page écrites à la main chacun. La deuxième partie, intitulé Livre II - Dieppe est sortie en 2024 et le troisième opus reste à venir. Il s'agit actuellement de la dernière sortie musicale de Peste Noire.

### Idéologie
Bien que le groupe affiche des idées et imagerie d'extrême droite voire fascistes, Famine a déjà dit plusieurs fois que Peste Noire n'était pas qualifiable comme du NSBM, décrivant son idéologie comme un mélange d'anarchisme et de fascisme dans une interview en 2020,. Le groupe reste néanmoins très proche de la scène NSBM française et ukrainienne. Il promeut des idées nationalistes au sein de sa musique en utilisant des écrits de Charles Maurras et en mobilisant des thématiques telles que l'abandon des campagnes et la critique du monde moderne et de ses élites. Au sein de sa première démo intitulée Aryan Supremacy (suprématie aryenne), le leader du groupe, Famine, chante des paroles antisémites : « Avant de quitter cette terre, je souhaite leur mort, un putain de pur génocide pour la revanche ultime »,.
Le groupe prend régulièrement part à des concerts privés en compagnie d'autres groupes aux orientations notoirement racistes, comme le Call of Terror le 28 janvier 2017 à Saint-Genix-sur-Guiers, en présence de militants néonazis. Il est également tête d'affiche de plusieurs éditions du festival de NSBM Asgardsrei. Famine est coutumier des saluts nazis lors de leurs concerts.
Famine est proche d'organisations d'extrême droite telles que le Groupe union défense ainsi que Secteur droit, le régiment Azov et Misanthropic Division en Ukraine,. Il est membre du Bastion social,. En juillet 2018, Famine est impliqué dans une agression violente à Clermont-Ferrand, confondant sa victime avec un militant antifasciste. Après l'incident, il se réfugie en Ukraine jusqu'en septembre 2020, où il côtoie des groupes néonazis. Il est condamné à 6 mois de prison avec sursis et à 3 000 euros d'amende pour ces faits en mai 2021,.
Dans une publication sur Facebook datant de 2016, le leader La Sale Famine de Valfunde nie se réclamer du nazisme et dit s'inspirer plutôt de Friedrich Nietzsche et de la révolution conservatrice allemande. Il se réclame ensuite de l'écofascisme.

## Concerts

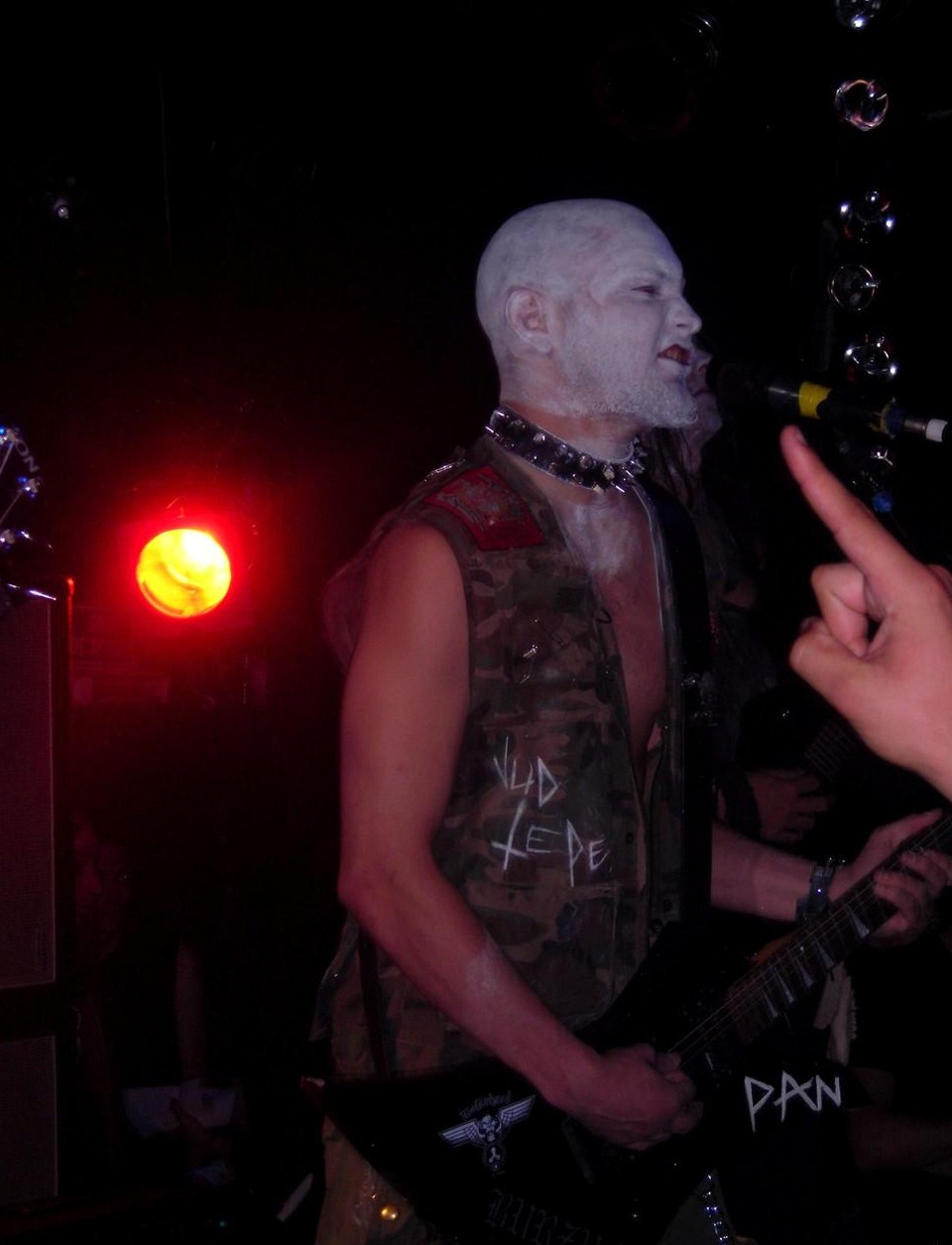
Peste noire au Lyon's Hall de Lyon le 23 juin 2007

Le groupe joua son premier concert au bar Le Before à Lespinasse près de Toulouse le 3 juin 2007 et d'autres concerts au Lyon's Hall de Lyon le 23 juin 2007 avec Nuit Noire, à la Rock School Barbey de Bordeaux le 16 décembre 2007 avec Mayhem, au Betong d'Oslo (Norvège) le 19 janvier 2008 avec Enthral et au Rock'n'Bike de Boismont le 18 juillet 2008. De plus, en août 2008, Peste Noire effectuait une tournée de 13 dates au Québec et en Ontario nommée « Les treize nuits de la Peste ». Une grande première pour un groupe français de metal dans cette région. Le groupe fut accompagné par les groupes locaux Akitsa et Sombres Forêts ainsi que d'autres groupes locaux plus confidentiels suivant les dates. Le groupe refusa de jouer aux États-Unis, préférant privilégier ses cousins de la Nova Francia (Nouvelle-France) par conviction nationaliste.

## Membres
Depuis 2000, La Sale Famine de Valfunde est le membre principal de Peste Noire. Il interprète principalement les vocaux et les guitares. Au début de PN, il jouait ponctuellement de la basse, notamment sur le titre Phalènes et Pestilence sur La Sanie des siècles — Panégyrique de la dégénérescence (2006). Dernièrement, il jouait la basse sur l'intégralité des albums Peste noire (2013) et La Chaise-Dyable (2015). Il est le compositeur de tous les titres metal de Peste Noire, sauf La Césarienne, et écrit la majorité des paroles, sauf lorsque celles-ci sont empruntées d'auteurs.
Audrey Sylvain (alias Sainte Audrey-Yolande de la Molteverge) chante sur tous les albums de PN de Ballade cuntre lo anemi Francor (2009) jusqu'à La Chaise-Dyable (2015). Sur Ballade, elle interprétait aussi les interludes au piano et à l'orgue Hammond. Après son départ en 2016, elle est remplacée par la chanteuse Lola.
Le batteur Andy Julia intervient aussi sur Ballade cuntre lo anemi Francor ; il s'agit de sa seule présence au sein du groupe.
De 2001 à 2002, Argoth jouait la basse sur les démos Aryan Supremacy, Mémoire païenne et Macabre Transcendance.... De 2001 à 2005, Neige tenait le rôle de batteur sur les démos. En 2006, il fit une apparition vocale en tant qu'invité sur la version courte de « Dueil Angoisseus » présente sur l'album La Sanie des siècles — Panégyrique de la dégénérescence. De 2007 à 2008, il était aussi guitariste rythmique dans la formation live de Peste Noire. En studio avec Peste Noire, Neige a seulement joué la seconde guitare sur le titre « La Césarienne » sur Folkfuck Folie (2007), ce titre est d'ailleurs la seule composition de Neige dans toute l'histoire du groupe.
Présents de 2006 à 2008, Indria jouait la basse, et Winterhalter la batterie, sur La Sanie des siècles — Panégyrique de la dégénérescence et sur Folkfuck Folie. Ils firent également partie de la formation "live" de Peste Noire de 2007 à 2008. Indria refit une apparition remarquée sur L'Ordure à l'état pur en 2011.
Les membres de Peste Noire sont impliqués dans d'autres projets musicaux : en 2007, Famine créa le temps d'un EP le projet Valfunde, un rock mélancolique à boîte à rythme proche de la musique gothique. En septembre 2013, Famine fit une apparition sur l'album 8 ½ - Feberdrömmar I Vaket Tillstånd du groupe suédois Shining. Il interpréta les vocaux sur Terres des anonymes, version française du titre Fields of Faceless (de l'album III - Angst - Självdestruktivitetens emissarie).
En plus de son projet principal Alcest, qui s'adjoignait, respectivement depuis 2009 et 2010, les ex-PN Winterhalter et Indria, Neige fondait le groupe éphémère Amesœurs dont Audrey Sylvain était la chanteuse. Amesœurs sortit un unique album, éponyme, en 2009.
En 2013, à la suite de l'exil de Famine vers l'Auvergne le batteur local, Ardraos (Sünhopfer, Christicide), qui est aussi accordéoniste, devint membre permanent du groupe. Il joue sur Peste noire (2013), La Chaise-Dyable (2015) et Peste Noire — Split — Peste Noire (2018).
En 2018, le chanteur du groupe finlandais Horna, Spellgoth, rejoint Peste noire en tant que claviériste tandis que le batteur Ardraos quitte le groupe.
De 2021 à 2023, Famine est accompagné des musiciens Yurii et Baal sur l'album Le Retour des Pastoureaux ainsi que sur ses derniers concerts. 